# Сезон ФК «Металіст» (Харків) 2012—2013
Сезон ФК «Металіст» (Харків) 2012—2013 — 22-ий сезон футбольного клубу «Металіст» у футбольних змаганнях України та 7-й — у футбольних змаганнях під егідою УЄФА.

## Новини команди в сезоні

### Підготовка до сезону
25 травня стало відомо, що Марко Девич уклав угоду з донецьким «Шахтарем» терміном на 4 роки, скориставшись однією з опцій, прописаних у контракті з «Металістом», згідно з якою він міг перейти до іншого клубу за певну компесацію. Умови угоди не розголошувались. Напередодні цю інформацію підтвердив головний тренер команди Мирон Маркевич.
1 червня підписав угоду з полтавською «Ворсклою» Євген Буднік, який до того часу виступав у цьому клубі на правах оренди.
2 червня Андрій Оберемко та Павло Ребенок, які до цього виступали за полтавську «Ворсклу», підписали трирічні контракти з «Металістом».
9 червня воротар Максим Старцев підписав угоду з луцькою Волинню, отримавши у «Металісті» статус вільного агента.
12 червня 2012 року «Металіст» вийшов з відпустки, і футболісти почали з'їжджатися на перший тренувальний збір, який проходитиме на курорті «Ріксос-Прикарпаття» поблизу Трускавця. Разом з основною командою на збори відправились троє гравців молодіжного складу — Артур Денчук, Олександр Азацький и Артем Радченко.. Тренування команди під час першого збіру, який тривав протягом 13—23 червня 2012 року, проходили на стадіонах «Карпати» у Трускавці та «Сокіл» у м. Стрий.
17 травня 2012 року «Металіст» провів перший контрольний поєдинок з командою «Рух» з Винників, яка виступає у Чемпіонаті Львівської області з футболу, який завершився перемогою харків'ян з рахунком 3:2.
20 червня 2012 року команда зіграла з клубом ФК «Миколаїв» з однойменного міста Львівської області, і перемогла з рахунком 7-0.
23 червня 2012 року «Металіст» останній контрольний поєдинок під час зборів у Трускавці з командою другої ліги «Скала» з м. Стрий, який, попри різницю у класі суперників, завершився бойовою ничиєю.
24 червня 2012 року «Металіст» вилетів на другий тренувальний збір в Австрію, і команда поселилася в готелі «Balance Resort». Тренування проходитило на стадіоні торговельної комуни Штегерсбах федеральної землі Бургенланд. Водночас, на збори не полетів захисник «Металіста» Папа Гує, який був викликаний до олімпійської збірної Сенегалу з футболу для участі у XXX Літніх Олімпійських іграх 2012 року у Лондоні, і до зборів команди готувався на навчально-тренувальній базі «Високий».
27 червня 2012 року команда провела перший контрольний поєдинок на зборах в Австрії, в якому зустрічалась з польською «Легією» з Варшави, і святкувала перемогу з рахунком 4:1. У матчі також взяв участь гравець нідерландського клубу «Де Графсхап» з міста Дутінгем Суфьян Ель Хасснауі, який перебував в «Металісті» на перегляді, і стосовно цього гравця велись перемовини з його клубом. Пізніше стало відомо, що Ель Хасснауі в команді не буде, оскільки він не підійшов тренерському штабу команди.
28 червня 2012 року стало відомо, що новим капітаном команди став Хосе Ернесто Соса, а віце-капітаном — Едмар. Того ж дня словацький захисник Металіста» Лукаш Штетіна, який до цього останні півроку виступав за словацьку команду «Татран» з Пряшева, був на рік орендований чеським клубом «Дукла» з Праги.
Наступного дня «Металіст» провів контрольний матч з словенським «Марибором», в якому святкували перемогу харків'яни з рахунком 1:0.
3 липня 2012 року «Металіст» провів ще один контрольний поєдинок, в якому данський «Копенгаген» здобув переконливу перемогу.
7 липня 2012 року відбувся останній контрольний матч на зборах в Австрії, в якому команда зустрічалась з російським клубом «Ростов» з Ростова-на-Дону, і програла супернику/
Наступного дня «Металіст» повернувся до Харкова, і підготовку до матчу з Іллічівцем продовжив на навчально-тренувальній базі «Високий».
11 липня 2012 року «Металіст» провів завершальний контрольний матч перед стартом нового сезону Прем'єр-ліги, в якому зустрічався з кременчуцьким «Кременем», і переміг з рахунком 5:0. Після матчу була представлена нова форма «Металіста», яка виконана з використанням жовтого кольору Sunshine та темно-синього New Navy з використанням технологій ClimaCool та ForMotion™. Також гравці були нагороджені бронзовими медалями Прем'єр-ліги сезону 2011—2012 років.
14 липня 2012 року було офіційно повідомлено про те, що Вілліан став гравцем команди. Остаточно узгодження деталей контракту продовжувалось близько двох тижнів, а сума трансферу за інформацією бразильських ЗМІ склала 5 млн.$.

#### Контрольні матчі
| Контрольний 17.06.2012 | «Рух»                               | 2:3  | «Металіст»                                                      | Винники                                 |  |
| 16:30 EEST +37         | Микола Грешта 44' Андрій Баглай 64' | Звіт | 14' Хонатан Крістальдо 73' Володимир Лисенко 78' Андрій Воробей | Стадіон: Стадіон імені Мирона Маркевича |  |

| Контрольний 20.06.2012 | ФК «Миколаїв» | 0:7  | «Металіст»                                                                                   | Миколаїв                 |  |
| 17:00 EEST +38         |               | Звіт | 7', 42' Марлос 22', 23' Хонатан Крістальдо 58' Себастьян Бланко 83', 90+1' Володимир Лисенко | Стадіон: Міський стадіон |  |

| Контрольний 23.06.2012 | «Скала»                                             | 2:2  | «Металіст»                                 | Стрий            |  |
| 17:00 EEST +24         | Михайло Басараб 14' (пен.) Роман Козак 90+1' (пен.) | Звіт | 27' Крістіан Вільягра 54' Марко Торсільєрі | Стадіон: «Сокіл» |  |

| Контрольний 23.06.2012      | «Металіст»                                                                | 2:2                | «Легія»                | Грац, Австрія |  |
| 16:45 CEST (17:45 EEST) +24 | Хонатан Крістальдо 29' Марлос 34' Себастьян Бланко 40' Андрій Воробей 66' | Звіт/Он-лайн матчу | 43' Марек Сагановський | Глядачі: -    |  |

| Контрольний 29.06.2012  | «Металіст»                    | 1:0                      | «Марибор» | Ільц, Австрія |  |
| 17:45 CEST (18:45 EEST) | Хонатан Крістальдо 26' (пен.) | (Протокол/Он-лайн матчу) |           |               |  |

| Контрольний 03.07.2012  | «Металіст»        | 1:4                      | «Копенгаген»                                           | Фельдбах, Австрія |  |
| 18:00 CEST (19:00 EEST) | Марлос 75' (пен.) | (Протокол/Он-лайн матчу) | 31', 41', 46' Мустафа Абделайє 50' (пен.) Сезар Сантін |                   |  |

| Контрольний 07.07.2012  | «Металіст»                                   | 1:3                      | «Ростов»                                               | Бад-Тацмансдорф, Австрія |  |
| 18:00 CEST (19:00 EEST) | Хонатан Крістальдо 17' Крістіан Вільягра 23' | (Протокол/Он-лайн матчу) | 23' Тимофій Калачов 37' Роман Адамов 54' Корнел Салата |                          |  |

| 'Контрольний 11.07.2012 | «Металіст»                                                | 5:0                      | «Кремінь» | Високий                                        |  |
| 18:00 EEST              | Себастьян Бланко 46', 73' Володимир Лисенко 62', 78', 83' | (Протокол/Он-лайн матчу) |           | Стадіон: НТБ «Високий» Суддя: Дмитро Кривушкін |  |

## Прем'єр-ліга

### Матчі Прем'єр-ліги
| 1 тур 14.07.2012 | «Металіст» | 2:0        | «Іллічівець» | Харків                                                         |  |
| 21:30 EEST +25   |            | (Протокол) |              | Стадіон: ОСК «Металіст» Глядачі: 24 862 Суддя: Віталій Романов |  |
|                  |            |            |              |                                                                |  |

### Результати Прем'єр-ліги

#### Турнірна таблиця
| Місце | Команда       | Ігор | В | Н | П | Голи | Очок |
| ----- | ------------- | ---- | - | - | - | ---- | ---- |
| 1     | «Шахтар»      | 1    | 1 | 0 | 0 | 6−0  | 3    |
| 2     | «Дніпро»      | 1    | 1 | 0 | 0 | 3−1  | 3    |
| 3     | «Металіст»    | 1    | 1 | 0 | 0 | 2−0  | 3    |
| 4     | «Зоря»        | 1    | 1 | 0 | 0 | 2−0  | 3    |
| 5     | «Чорноморець» | 1    | 1 | 0 | 0 | 3−2  | 3    |

Останнє оновлення: 20 липня 2012
Джерело: ПЛ України
Правила для визначення місць у турнірній таблиці: 1) очки, 2) кількість перемог, 3) різниця м'ячів, 4) кількість забитих м'ячів
Пояснення до таблиці: В — виграшів, Н — нічій, П — поразок.

#### Результати загальні в матчах Прем'єр-ліги
| Загалом | Загалом | Загалом | Загалом | Загалом | Загалом | Загалом | Вдома | Вдома | Вдома | Вдома | Вдома | Вдома   | Вдома | Виїзд | Виїзд | Виїзд | Виїзд | Виїзд | Виїзд   | Виїзд |
| Ігор    | В       | Н       | П       | Голів   | Різниця | Очок    | Ігор  | В     | Н     | П     | Голів | Різниця | Очок  | Ігор  | В     | Н     | П     | Голів | Різниця | Очок  |
| ------- | ------- | ------- | ------- | ------- | ------- | ------- | ----- | ----- | ----- | ----- | ----- | ------- | ----- | ----- | ----- | ----- | ----- | ----- | ------- | ----- |
| 1       | 1       | 0       | 0       | 2—0     | +2      | 3       | 1     | 1     | 0     | 0     | 2—0   | +2      | 3     | 0     | 0     | 0     | 0     | 0—0   | 0       | 0     |

Останнє оновлення: 20 липня 2012

#### Результати тур за туром
| Тур       | 1 | 2 | 3 | 4 | 5 | 6 | 7 | 8 | 9 | 10 | 11 | 12 | 13 | 14 | 15 | 16 | 17 | 18 | 19 | 20 | 21 | 22 | 23 | 24 | 25 | 26 | 27 | 28 | 29 | 30 |
| --------- | - | - | - | - | - | - | - | - | - | -- | -- | -- | -- | -- | -- | -- | -- | -- | -- | -- | -- | -- | -- | -- | -- | -- | -- | -- | -- | -- |
| Поле      | Д | В |   |   |   |   |   |   |   |    |    |    |    |    |    |    |    |    |    |    |    |    |    |    |    |    |    |    |    |    |
| Результат | В |   |   |   |   |   |   |   |   |    |    |    |    |    |    |    |    |    |    |    |    |    |    |    |    |    |    |    |    |    |
| Місце     | 3 |   |   |   |   |   |   |   |   |    |    |    |    |    |    |    |    |    |    |    |    |    |    |    |    |    |    |    |    |    |

Останнє оновлення: 20 липня 2012
Джерело: Матчі
Поле: Д — матч вдома, В — матч на виїзді
Результат: В - виграш, Н - нічия, П - поразка

## Молодіжна першість

### Основні події

#### Підготовка до сезону
20 липня 2012 року молодіжна команда «Металіста» вийшла з відпустки і почала підготовку до нового сезону на навчально-тренувальній базі «Високий».
Передсезонні контрольні матчі
| 'Контрольний 05.07.2012 | «Металіст»                          | 4:2        | «Кремінь»                          | Харків            |  |
|                         | Володимир Лисенко 6', 35', 51', 68' | (Протокол) | 11' Євген Апришко 30' Сергій Івлєв | Стадіон: «Динамо» |  |

| 'Контрольний 09.07.2012 | «Полтава» | 4:2        | «Металіст»                       | Полтава              |  |
| 18:00 EEST              |           | (Протокол) | Володимир Лисенко Денис Барвінко | Стадіон: «Локомотив» |  |

### Результати

#### Результати загальні в матчах Молодіжної першості
| Загалом | Загалом | Загалом | Загалом | Загалом | Загалом | Загалом | Вдома | Вдома | Вдома | Вдома | Вдома | Вдома   | Вдома | Виїзд | Виїзд | Виїзд | Виїзд | Виїзд | Виїзд   | Виїзд |
| Ігор    | В       | Н       | П       | Голів   | Різниця | Очок    | Ігор  | В     | Н     | П     | Голів | Різниця | Очок  | Ігор  | В     | Н     | П     | Голів | Різниця | Очок  |
| ------- | ------- | ------- | ------- | ------- | ------- | ------- | ----- | ----- | ----- | ----- | ----- | ------- | ----- | ----- | ----- | ----- | ----- | ----- | ------- | ----- |
| 1       | 0       | 1       | 0       | 0—0     | 0       | 1       | 1     | 0     | 1     | 0     | 0—0   | 0       | 1     | 0     | 0     | 0     | 0     | 0—0   | 0       | 0     |

Останнє оновлення: 20 липня 2012

#### Результати тур за туром в Молодіжній першості
| Тур       | 1 | 2 | 3 | 4 | 5 | 6 | 7 | 8 | 9 | 10 | 11 | 12 | 13 | 14 | 15 | 16 | 17 | 18 | 19 | 20 | 21 | 22 | 23 | 24 | 25 | 26 | 27 | 28 | 29 | 30 |
| --------- | - | - | - | - | - | - | - | - | - | -- | -- | -- | -- | -- | -- | -- | -- | -- | -- | -- | -- | -- | -- | -- | -- | -- | -- | -- | -- | -- |
| Поле      | Д | В |   |   |   |   |   |   |   |    |    |    |    |    |    |    |    |    |    |    |    |    |    |    |    |    |    |    |    |    |
| Результат | Н |   |   |   |   |   |   |   |   |    |    |    |    |    |    |    |    |    |    |    |    |    |    |    |    |    |    |    |    |    |
| Місце     | 9 |   |   |   |   |   |   |   |   |    |    |    |    |    |    |    |    |    |    |    |    |    |    |    |    |    |    |    |    |    |

Останнє оновлення: 20 липня 2012
Джерело: Матчі
Поле: Д — матч вдома, В — матч на виїзді
Результат: В - виграш, Н - нічия, П - поразка